# Ernst August 4. af Hannover
Ernst August 4. af Hannover (født 18. marts 1914 i Braunschweig, død 9. december 1987 i Pattensen) var den sidste arveprins af Hertugdømmet Braunschweig. Han var søn af hertug Ernst August af Braunschweig og prinsesse Viktoria Luise af Preussen.

## Liv
Ernst Augusts forældre var kejser Wilhelm 2. af Tysklands datter og svigersøn. Efter deres bryllup i 1913 sørgede kejseren for, at de blev hertug og hertuginde af Braunschweig. Under Novemberrevolutionen i 1918 blev landet en republik. Den knapt femårige arveprins Ernst August og resten af hertugfamilien drog i eksil i Østrig. 
Som ung rejste Ernst August til Tyskland for at uddanne sig. Under 2. verdenskrig var Ernst August overløjtnant i pansergeneral Erich Hoepners stab. I foråret 1943 blev Ernst August hårdt såret ved Kharkiv. I 1944 var general Hoepner én af ledende i 20. juli-attentatet mod Adolf Hitler. Hoepner blev henrettet den 8. august 1944. Som én af Hoepners nærmeste medarbejdere blev Ernst August fængslet af Gestapo. 
Efter krigen slog Ernst August sig ned på Schloss Marienburg ved Pattensen lidt syd for Hannover. I 1987 døde han i Pattensen.

## Forfædre
På fædrene side var Ernst August barnebarn af Ernst August, kronprins af Hannover og prinsesse Thyra af Danmark. Han var oldebarn af dronning Marie og kong Georg 5. af Hannover samt af kong Christian 9. og dronning Louise af Danmark. Desuden var han tiptipoldesøn af kong Georg 3. af Storbritannien.  
På mødrene side var Ernst August barnebarn af Tysklands sidste kejserpar (Augusta Viktoria af Slesvig-Holsten og Wilhelm 2. af Tyskland). Han var oldebarn af Friedrich der Achte af Augustenborg og Adelheid af Hohenlohe-Langenburg samt af kejserparret Victoria og Frederik 3. af Tyskland. Han var tipoldebarn af dronning Victoria af Storbritannien.

## Søskende
Ernst August havde én søster og tre brødre. Søsteren var dronning Frederike af Grækenland. Hun var gift med kong Paul af Grækenland, og hun blev mor til Konstantin 2. af Grækenland og dronning Sofia af Spanien.  

## Familie
Ernst Augusts første ægteskab var med prinsesse Ortrud af Slesvig-Holsten-Sønderborg-Glücksborg (1925-1980), der var datter af Prins Albrecht af Glücksborg og sønnedatter af Hertug Frederik af Glücksborg (en bror til Kong Christian 9. af Danmark). 
Parret fik seks børn. 
Året efter Ortruds død giftede Ernst August sig med hendes slægtning grevinde Monika af Solms-Laubach (født 1929). Grevinde Monika er datter af prinsesse Ortruds fætter. Dette ægteskab var barnløst.

## Titler og prædikater
- 18. marts 1914 – 8. november 1918: Hans Kongelige Højhed Arveprins Ernst August af Braunschweig, Prins af Hannover, af Storbritannien og Irland, Hertug til Braunschweig og Lüneburg
- 8. november 1918 – 29. august 1931: Hans Kongelige Højhed Ernst August, forhen Arveprins af Braunschweig, Prins af Hannover, af Storbritannien og Irland, Hertug til Braunschweig og Lüneburg
- 29. august 1931 – 9. december 1987: Hans Kongelige Højhed Prins Ernst August af Hannover, af Storbritannien og Irland, Hertug til Braunschweig og Lüneburg

## Eksterne links
- Ernst August Arkiveret 14. juni 2015 hos  Wayback Machine på hjemmesiden Die Welfen Arkiveret 26. juni 2015 hos  Wayback Machine (tysk)